# Cho Seung-hui
Cho Seung-hui (kor. 조승희) (ur. 18 stycznia 1984 w Asan, zm. 16 kwietnia 2007 w Blacksburgu) – amerykański masowy morderca południowokoreańskiego pochodzenia, który został zidentyfikowany jako sprawca masakry 32 uczniów i pracowników uniwersytetu Virginia Tech w USA, wcześniej student literatury angielskiej.
Podstawą identyfikacji były badania daktyloskopijne broni, której użyto w zbrodni. Ustalenia śledczych potwierdziły następnie dalsze dowody, zwłaszcza nagrania wysłane przez Cho do telewizji NBC.

## Życiorys
Urodził się w Asan, w Korei Południowej. W wieku 8 lat przeprowadził się wraz z rodzicami do Stanów Zjednoczonych. Jego rodzice pracowali w pralni w dzielnicy imigrantów na przedmieściach Waszyngtonu. Chodził do szkoły średniej Westfield High School w Chantilly w stanie Wirginia. 
Gdy dostał się na studia w Virginia Tech, zamieszkał na terenie kampusu. Określany był tam jako "samotnik z problemami". W 2005 został oskarżony o napastowanie dwóch studentek (za pomocą telefonów i e-maili); nie postawiono mu jednak zarzutów.

## Problemy z psychiką i leczenie
Już w dzieciństwie Cho zaczął wykazywać odstępstwa od normy. Był ładnym chłopcem, ale zupełnie nie mówił. Kiedy go dotykałam, tylko na mnie patrzył i nie mówił ani słowa. Myślałam, że jest autystyczny - przyznała ciotka Cho, mieszkająca z nim w Korei Południowej. Ten stan bardzo niepokoił jego matkę: Kiedy zamieszkali w Stanach, jego matka ciągle się martwiła, że jest zbyt cichy. Mówiła, że jej syn nie mówi. 
W okresie nauki w szkole średniej Westfield High School Cho nadal miał ogromne kłopoty z komunikowaniem się ze światem zewnętrznym. Był z tego powodu przedmiotem szykan i ataków ze strony innych uczniów, którzy wyśmiewali się z jego nieśmiałości i akcentu. Nauczyciele wymuszali jego odpowiedzi groźbami wystawienia złych ocen. Cho wielokrotnie kierowany był na konsultacje z psychiatrami i psychologami: 
1. po oskarżeniu o napastowanie w 2005
2. wskutek interwencji rodziców, obawiających się podjęcia przez niego próby samobójczej
3. ambulatoryjnie, po tym jak inny student zgłosił, że Koreańczyk wykazuje skłonności samobójcze
4. z powodu depresji
5. z powodu treści opisywanych niżej sztuk teatralnych.

Pomimo to, według oceny zachowanej w aktach sprawy uznano, że ze względu na chorobę psychiczną może być groźny dla samego siebie, ale nie podkreślono, że może również stanowić niebezpieczeństwo dla innych. Taka ocena lekarzy spowodowała, że uzyskał zgodę na studia w Virginia Tech.

## Sztuki teatralne
Podczas zajęć na anglistyce Cho napisał dwie sztuki teatralne. W jednej, zatytułowanej "Richard McBeef", opisał walkę młodego chłopaka ze swoim ojczymem. Trzynastoletni syn mówi w niej o ojcu: "Nienawidzę go, powinienem go zabić, on powinien zginąć". W drugiej sztuce, zatytułowanej "Mr. Brownstone", uczniowie fantazjowali na temat zamordowania swego nauczyciela. Jeden ze studentów mówi o wykładowcy: "On żyje dzięki cierpieniu, które nam zadaje. (...) Chciałbym go zabić". Jego kolega dodaje, że chciałby zobaczyć, jak nauczyciel "ocieka krwią". 
Kolega Cho ze studiów, Ian MacFarlane, powiedział "Sztuki Cho Seung-Hui były dla nas jak z koszmaru. Gdy tylko usłyszałem o strzelaninie na kampusie w Virginia Tech, w pierwszej chwili pomyślałem o moich przyjaciołach, drugą myślą było, że <to pewnie był Seung Cho>".

## Zbrodnia
9 lutego 2007 Cho nabył samopowtarzalny pistolet Walther P22 kalibru .22 LR. Następnie 13 marca 2007 zakupił jeszcze w sklepie w Roanoke pistolet Glock 19 kaliber 9 mm. 
16 kwietnia 2007 o godzinie 7.15 zastrzelił w akademiku 18-letnią studentkę weterynarii Emily Hilscher (mimo iż wedle niektórych mediów Emily miała być jego byłą dziewczyną; wedle innych - osobą, do której żywił obsesyjne, ale nieodwzajemnione uczucia, policja nie znalazła żadnych śladów na to by Seung Cho i Emily się w ogóle znali), a następnie studenta biologii z sąsiedniego pokoju, 22-letniego Ryana Clarka, który przybiegł słysząc krzyki i prawdopodobnie usiłował zapobiec tragedii. Następnie Cho udał się na pocztę, skąd o około 9 rano wysłał do telewizji NBC korespondencję zawierającą 43 zdjęcia, 28 plików wideo i wielostronicowe oświadczenie, które określono jako "niepokojące, agresywne i niekiedy bluźniercze". 
W dwie godziny po pierwszej zbrodni, udał się na uczelnię. W budynku wydziału inżynierii Norris Hall (nie wiadomo dlaczego Cho wybrał akurat ten budynek) zablokował łańcuchem drzwi i chodząc po salach wykładowych strzelał do ludzi. Zabił łącznie, wraz z dwiema pierwszymi ofiarami, 32 osoby, a ranił dalszych 17. Wśród ofiar znaleźli się zarówno studenci jak i pracownicy uczelni. Zginęli m.in. wykładowca francuskiego Jocelyne Couture-Nowak (żona polskiego naukowca prof. Jerzego Nowaka), wykładowca języków obcych i literatury Jamie Bishop, wykładowca inżynierii budowlanej i środowiskowej G.V. Loganathan, profesor inżynierii Kevin Granata. 
Podczas tragedii wyjątkowym bohaterstwem wykazał się pochodzący z Rumunii profesor Liviu Librescu, który własnym ciałem zablokował drzwi do auli, w której wykładał, aby studenci mogli uciec przez okna. Po dokonaniu zabójstw Cho popełnił samobójstwo.

## Motywy
Odsłonięte w śledztwie motywy działania Cho są bardzo złożone, aczkolwiek nie ulega wątpliwości ich podłoże psychopatologiczne.
Wedle ekspertów, kłopoty z komunikacją ze światem zewnętrznym, jakich doświadczył w dzieciństwie i okresie szkolnym ukształtowały jego psychikę, idealnie pasującą do typowego wizerunku psychicznego wielokrotnych zabójców, z takimi cechami jak: odrzucenie, brak akceptacji w środowisku oraz narastanie wewnętrznego gniewu na prześladowców i szyderców. Praktycznie pod każdym względem Cho jest prototypem masowych zabójców, których postacie badałem przez ostatnie 25 lat - powiedział profesor James Alan Fox z instytutu kryminologii Northeastern University, współautor szesnastu książek poświęconych zbrodniom - Nie znaczy to jednak, że można było przewidzieć, że wpadnie w zbrodniczy szał. 
Początkowo przypuszczano, że powodem zbrodniczego szału mógł być zawód miłosny. W czasie śledztwa okazało się jednak, że zabójca pozostawił w swoim pokoju wiele tekstów atakujących "bogate dzieciaki", "rozpustę" i "kłamliwych szarlatanów" w uczelnianym kampusie. W nagraniach przesłanych do NBC sprawca masakry pozował do zdjęć z bronią wycelowaną w obiektyw aparatu; były to zapewne narzędzia zbrodni. Sportretował się również w samobójczych pozach i agresywnych gestach, choć na nielicznych innych fotografiach wyglądał zwyczajnie i uśmiechał się do kamery. Na filmach opowiadał o swojej nienawiści do bogatych: Nie wystarczały wam wasze mercedesy, bachory. Nie wystarczały wam wasze złote naszyjniki (...), nie wystarczało wam wasze rozpasanie. Nie wystarczały do zaspokojenia waszych hedonistycznych potrzeb. Mieliście wszystko.. 
Z kolei w liście opisał wściekłość i pragnienie, aby wyrównać rachunki. Mówił też o doznawanym głębokim upokorzeniu, choć nie wiadomo, kogo obwinia o swoje cierpienia. Odczytał wreszcie manifest, oskarżając nienazwanych wrogów, że "zniszczyli jego serce i pogwałcili duszę". "Dzięki wam umrę jak Chrystus, by zainspirować pokolenia słabych i bezbronnych". 
Wedle dziennika Washington Post podczas strzelaniny miał na ramieniu wypisane czerwonym atramentem "Ismail Ax" (Topór Izmaela), tak samo podpisał się na przesyłce przesłanej NBC. Prowadzący śledztwo nie potrafili wyjaśnić znaczenia tych słów.

## Manifest
Tekst "manifestu", przesłanego przez mordercę telewizji NBC:
Zniszczyliście moje serce, pogwałciliście moją duszę i podpaliliście sumienie. Myśleliście, że życie, które postanowiliście zagasić, to tylko życie nędznego chłopaka. Dzięki wam umrę jak Chrystus, by zainspirować pokolenia ludzi słabych i bezbronnych. Wiecie jak to jest, kiedy plują wam w twarz, kiedy zapychają wam gardło chłamem? Wiecie jak to jest kopać własny grób? Wiecie jak to jest, kiedy podrzynają wam gardło od ucha do ucha? Wiecie jak to jest, kiedy torturują was za życia? Wiecie jak to jest być poniżanym i zostać przybitym do krzyża? I być pozostawionym samemu sobie, żeby wykrwawić się na śmierć, tylko po to, by dostarczyć wam rozrywki? Nigdy nie odczuliście nawet krztyny cierpienia przez całe swoje życie. Chcieliście wtłoczyć w nasze życie tyle cierpienia, ile tylko można, tylko dlatego, że jesteście w stanie? Mieliście wszystko, czego wam było trzeba. Ale nie wystarczały wam wasze mercedesy, bachory. Nie wystarczały wam wasze złote naszyjniki, wy snoby. Nie wystarczały wam wasze fundusze powiernicze. Nie wystarczała wam wasza wódka i koniak. Nie wystarczało wam całe wasze rozpasanie. To wszystko nie wystarczało wam, żeby zaspokoić wasze hedonistyczne potrzeby. Mieliście wszystko. Mieliście miliony szans i sposobów, żeby zapobiec temu, co się dziś zdarzyło. Ale postanowiliście przelać moją krew. Przyparliście mnie do muru i pozostawiliście tylko jedno wyjście. To była wasza decyzja. Teraz macie krew na rękach, której nigdy nie zdołacie zmyć. Nie musiało do tego dojść. Nie musiałem tego robić. Mogłem odejść. Mogłem uciec. Ale nie, nie będę już dłużej uciekać. To nie dla mnie. To dla moich dzieci, moich braci, moich sióstr, które zerżnęliście. Zrobiłem to dla nich. Zrobiłem to, kiedy przyszedł odpowiedni czas. Musiałem to zrobić.